# Encantada-Ranchito-El Calaboz, Teksas
Encantada-Ranchito-El Calaboz je naselje u američkoj saveznoj državi Teksas. Prema popisu stanovništva iz 2010. u njemu je živjelo 2.255 stanovnika.